# Erhardt Buttmann

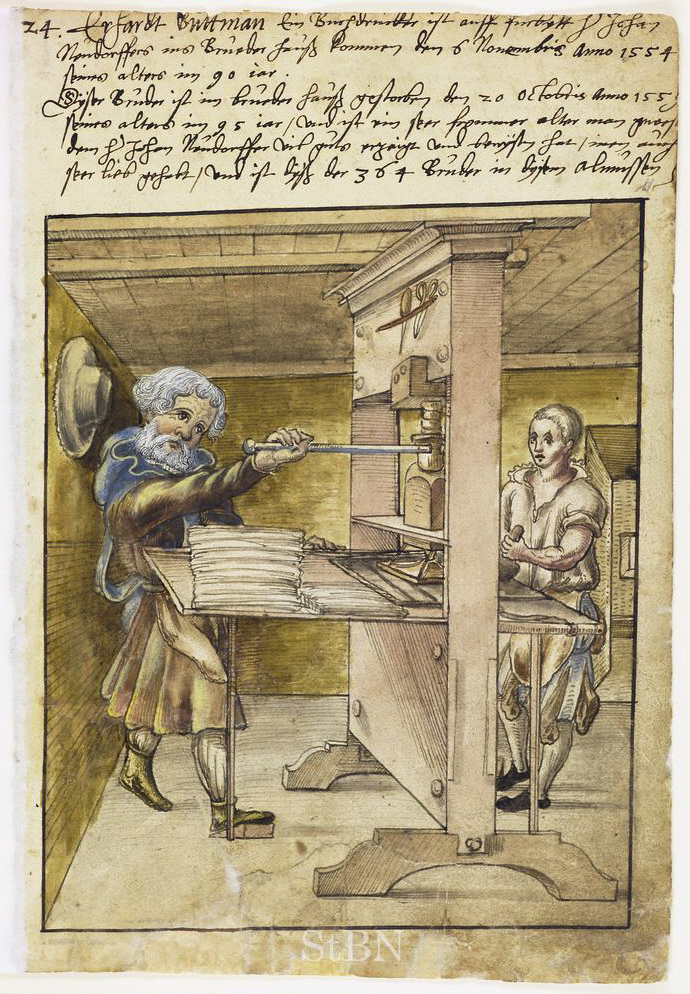
Erhardt Buttmann (links) an der Druckpresse (aus: Hausbuch der Mendelschen Zwölfbruderstitung, Band 2, Nürnberg)

Erhardt Buttmann, auch Erhard Buttman (* um 1464; † 20. Oktober 1559 in Nürnberg) war ein deutscher Buchdrucker.
Er kam auf Empfehlung des Schreib- und Rechenmeisters Johann Neudörffer der Ältere in das Haus der Zwölfbruderstiftung.
Der Text über der Darstellung des Buchdruckers Erhardt Buttmann und seines Gehilfen an der Druckerpresse lautet:
„Erhardt Buttman Ein Buchdrucker ist auff furbytt H(errn) Johan Neudorffers ins Brueder Hauß kommen den 6 Novembris anno 1554 seines alters im 90 iar.
Dyser Bruder ist im brueder Hauß gestorben den 20 Octobris Anno 1559 seines alters im 96 iar, und ist ein seer frommer alter man gewesen dem H(errn) Johan Neudorffer vil guts erzeigen und bewysen hat, inen auch seer lieb gehabt. Und ist dyß der 364 Bruder in dysem almussen.“